# Novus Records
Novus Records (later Arista Novus en RCA Novus) was een Amerikaans platenlabel voor jazz. Het was een imprint van Arista Records voor toentertijd hedendaagse jazzmusici. In de jaren tachtig werd het een imprint van RCA Records. Artiesten die op RCA Novus uitkwamen waren onder meer Chet Baker, Nina Simone, Roy Hargrove, Larry Coryell, Steve Kahn, Marcus Roberts, Hugh Masekela en Steve Coleman. De catalogus is nu eigendom van Sony Masterworks.